# Bromelia superba
Bromelia superba är en gräsväxtart som beskrevs av Carl Christian Mez. Bromelia superba ingår i släktet Bromelia och familjen Bromeliaceae.
Artens utbredningsområde är Jamaica. Inga underarter finns listade i Catalogue of Life.